# Aiouea lehmannii
Aiouea lehmannii là một loài thực vật]] thuộc họ Lauraceae. Loài này có ở Brasil và Colombia.